# Моналди и Сорти
Моналди и Сорти (на италиански: Monaldi & Sorti) е литературен псевдоним на творческо дуо, съставено от Рѝта Монàлди (на италиански: Rita Monaldi) и Франчèско Сòрти (на италиански: Francesco Sorti) – италиански журналисти и писатели, автори на бестселъри в жанровете исторически трилър и историческа сатира. Живеят във Виена, Австрия, и си сътрудничат с италианския вестник „Република“.

## Биография и творчество
Рита Моналди е родена на 1966 г. Завършва класическа филология в Римския университет „Сапиенца“ и специализира история на религиите. След дипломирането си работи като журналистка. Франческо Сорти е роден през 1964 г. Завършва история на музикологията в същия университет и работи като журналист. Двамата сключват брак и имат две деца. Няколко години са професионални журналисти, записани в Ордена на журналистите – професия, която постепенно изоставят малко след брака, за да се посветят на художествената литература и на историческата документалистика. Заедно правят проучвания за 17 век. Историята, която откриват, ги мотивира за започват да пишат исторически романи. Всеки техен роман е придружен от документално приложение, което понякога надхвърля 100 страници.
Главният герой на първите им романи, в литературния жанр на образователния роман, за бароковата европейска дипломация, е абатът Ато Мелани, живял между 1626 и 1714 г. Той е действителна историческа личност, оперен певец-кастрат, политик, писател, дипломат и шпионин (един от любимите тайни агенти на крал Луи XIV), приятел на папи, князе и крале.
Първият им исторически трилър, „Печатът“ (на лат. Imprimatur), от поредицата за абат Ато Мелани, излиза в Италия през 2002 г. Годината е 1683, армията на турците е пред Виена и над Рим, сърцето на християнския свят, е надвиснала заплаха от чума. Главният герой абат Ато Мелани, агент на крал Луи XIV, разследва убийство в странноприемницата „При оръженосеца“ с помощта на младия прислужник. Абатът изяснява не само кой е убиецът, но и тайната история на 17 век, коварствата и интригите в кралските дворове на Европа. Романът първоначално е публикуван от изд. „Арнолдо Мондадори“ и е обявен за изчерпан в рамките на няколко месеца, въпреки четвъртото му място в класацията на в. „Кориере дела Сера“. Първото издание е разпродадено в рамките на две седмици, преведено е на 26 езика в 60 държави, надхвърляйки милионни продадени копия. Издателският успех е представен на Франкфуртския панаир на книгата през 2006 г. Оригиналните издания на изд. „Мондадори“ – Омнибус 2002 плюс препечатката, а след това изданието с меки корици в поредицата „Оскар бестселъри“, стават колекционерски артикули на пазара на книгите втора употреба. Романът обаче среща отпора на Католическата църква, която стопира неговото издаване в Италия с натиск над издателите заради описанията на папа Инокентий XI. Затова авторите отиват да живеят във Виена и започват да публикуват извън Италия с чуждестранни издатели. Едва след 2015 г. романите им са публикувани в Италия. 
През 2006 г. нидерландският издател De Bezige Bij прави италианско издание на Imprimatur, препечатано осем пъти до 2013 г. и продавано в книжарница „Хьопли“. През 2009 г. първият епизод на шоуто по италианския телевизионен канал LA7 „Комплоти“ на Джузепе Кручани е посветен на случая „Imprimatur“.
През годините двамата автори публикуват още 11 романа, включително „Тайната“ (Secretum) през 2004 г. и Veritas през 2006 г., които представляват продълженията на „Печатът“, както и Mysterium и Dissimulatio – две от четирите планирани предистории. В „Тайната“ абат Мелани разкрива нещастната любов между Луи XIV и Мария Манчини, тайнствени дарове, получени от покойния кардинал Мазарини, тайните на последните Хабсбурги и една грандиозна измама, променила съдбата на Европа. Към 2024 г. последните два тома от поредицата за абат Ато Мелани, Unicum и Opus, все още не са излезли. Италианското издание на Secretum излиза през 2015 г. от изд. „Балдини и Кастолди“, което също преиздава първия роман („Печатът“) от поредицата през същата година. Сборът от имената на книгите от поредицата съставят латинската сентенция „Imprimatur secretum, veritas mysterium. Dissimulatio unicum opus ” („Дори когато тайната е разкрита, истината е загадка. Остава само...“).
През годините са провеждани различни събития, свързани с връзката между двамата автори и техните преводачи. Първото от тях е през 2006 г. в Преводаческия център на Франкфуртския панаир на книгата : Übersetzung als literarisches Exil („Преводът като литературно изгнание“). Хане Янсен, италиански професор в Копенхагенския университет и исторически преводач на Клаудио Магрис, прави на конгреса на EST (Европейско дружество по преводачество) в Льовен през 2010 г. сравнително изследване върху връзките между трима италиански автори - Умберто Еко, Клаудио Магрис и Моналди и Сорти, със съответните им преводачи.
През 2016 г. излизат Veritas, както и Malaparte - Morte Come Me („Малапарте – смърт като мен“), издаден със световна премиера в Италия и финалист на наградата „Стрега 2017“, номиниран от Франко Кардини и Лучо Вилари. Книгата е в центъра на полемиката между привържениците и противниците на присъждането на почетната награда „Стрега“ на Курцио Малапарте. В резултат на сензацията, предизвикана от предложението, римският миксолог Емануеле Брокатели посвещава измисления от него коктейл „Strega Come Me“ на Малапарте и на романа на Моналди и Сорти.
През 2016 г. излизат Mysterium и, редактираната от писателите документална книга на Ато Мелани Gli intrighi dei Cardinali („Интригите на кардиналите“). По този повод е организирана конференцията „Истина и сила“, на която Моналди и Сорти говорят за връзката между истината и силата заедно с Джулиано Амато, Джулиано Ферара, Франко Кардини, Вито Манкузо и други.
През 2017 г. излиза Dissimulatio (том 5 от поредицата за Ато Мелани) и I Dubbi di Salaì („Съмненията на Салаи“) – първият от трилогията с историко-сатирични мистерии „Салаи“ с участието на Салаи – красивият доведен син на Леонардо да Винчи. Той се забърква в различни конспирации, които трябва да разкрие, за да се спаси. По повод публикуването на Dissimulatio, чиято централна тема са фалшивите държавни преврати, в Клуб „ARCI Красота“ в Милано се провежда дебат по темата с авторите, съдията Гуидо Салвини и бившия лидер на Br pentito Алберто Франческини, модериран от журналиста Леонардо Коен, съосновател на вестник „Република“.
Продуцентска къща „Паломар“ купува първата им оригинална тема: телевизионната драма за живота на Данте Алигиери и „Божествената комедия“ със сценарий на самите автори и с участието на Роберто Бенини. През есента на 2019 г. RAI обявява, че телевизионният сериал ще бъде копродуциран с френската продуцентска къща Fédération и нейния италиански сътрудник Fabula Pictures.
През 2018 и 2019 г. излизат последните два тома от историко-сатиричната трилогия за Салаи: L'Uovo di Salaì (пародия на теорията на конспирацията) и La Riforma di Salaì (пародия на Мартин Лутер, написана под формата на психиатрично есе).
През 2021 г. „Солферино либри“ – издателската къща на в. „Кориере дела Сера“ започва издаването, в комплект с вестника, на трилогията им с театрални романи „Данте на Шекспир“. Първият том, Amor ch'a nullo amare, е номиниран от издателството за наградата „Кампиело“, но не стига до финала. През 2022 г. е последван от Ahi, serva Italia!, а през 2024 – от Come è duro calle.
През 2021 г. върху първия том на поредицата е заснет първият италиански филм, изцяло създаден с изкуствен интелект. С помощта на техниката дийпфейк са съживени лицата на звезди от миналото: Джорджо Албертаци в ролята на младия Данте, Виторио Гасман в тази на чичо му Джери дел Бело, Луиджи Вануки в тази на приятеля му поет Гуидо Кавалканти, Арнолдо Фоа в ролята на съдия Дуранте дели Абати, дядо на Данте по майчина линия.
Конкурсът за уличен театър „Ahi, serva Italia! – Dante di Shakespeare“, спонсориран от фондация „Луиджи Ейнауди“ и дружество „Данте Алигиери“, е базиран на втория том от трилогията. Конкурсът се провежда през лятото на 2022 г. на италианските площади, а церемонията по награждаването е на портала Rai Cultura. Рекламни лица на конкурса са Пупи Авати и Моника Гуериторе, които определят дуото „Моналди и Сорти“ като „арт директори на писаната страница“. Финалистите са от десет италиански региона. Най-добрите получават награда в младежката категория и някои специални признания, плюс главната награда, присъдена на равенство от три трупи. Водеща на вечерта е Даниела Вергара. Церемонията се провежда в Дома на Данте в Рим. Всеки от трите съвместно спечелили ансамбъла (които се представят през вечерта) е удостоен с „Оскар“ за „Данте на Шекспир“ – златна скулптура от равенския творец Лука Тарлаци: бюст на Данте Алигиери, който държи в ръката си, сякаш е Хамлет, класическия череп, върху който се откроява шапката на шут, като по този начин обобщава трите символа на инициативата и вдъхновяващия роман: Данте, Шекспир и уличния театър. 
През февруари 2023 г. италианската актриса Изабел Русинова, чиято майка е българка, прави късометражен филм за каналите на Дружество „Данте Алигиери“ по сцена от романа „Ahi, serva Italia!“. Филмът е последван от коментар от проф. Рафаеле Пинто, учен-дантист в Барселонския университет. 
През 2024 г., под художественото ръководство на Леонардо Лиди и Ремо Джироне, се провежда второто издание на „Оскар“ за уличен театър, базирано на третия том от трилогията. Върху същия том, по случай 460-годишнината от рождението на Уилям Шекспир, в Дома на Данте в Рим се провежда Националният преглед на театралните четения „Шекспир разказва Данте“ с Джузепе Памбиери, Мариано Риджило и други имена на италианския арт театър.
Третият том е представен на Международния панаир на книгата в Торино. Той се превръща в обект на голямо внимание от италианските национални медии заради три основни исторически новости:
1. Откритията на няколко пергамента, според които, когато Данте започва да пише „Божествена комедия“, е на тайна мисия в Марке в Монти Сибилини. В третия том на трилогията, базиран на задълбочено проучване на оригинални исторически източници, авторите откриват документи, показващи присъствието на неговия син Якопо в южната част на Марке, между Фермо (където е живял клон на семейство Елисеи, потомци на прародителя на Данте Качагуида дели Елисеи) и цистерцианското абатство в Киаравале ди Фиастра (основано от Свети Бернар от Клерво, който в „Божествена комедия“ води Данте на върха на Рая). В древен регистър с писма, датиращ от 1299-1300 г., открит в архивите на община Сан Джинезио, се появява името на Данте. Документ, който е „изключително рядък и без Данте, защото в Марке хаос сеят първо войните между гвелфите и гибелините, а след това ордите наемнически капитани, дотолкова че много архивни колекции (или дори цели архиви) съдържат само документи от 15. век нататък, след разрушението. Сарнано, граничещ със Сан Джинезио и също толкова древен, има не 2000 пергамента, а няколко десетки“. Данте се намира по-точно в района на Фиастра – център на цистерцианците (които са държали известното абатство в Киаравале ди Фиастра) и на духовните францисканци. Това би доказало по-голямата близост на Данте до францисканското мистично течение (наследник, благодарение на Свети Бонавентура, на това на Свети Бернар от Клерво) и критичната му позиция към доминиканското томистко-аристотелово течение.
2. Фалшификация в булата за канонизация на Свети Тома Аквински – новина, отразена в английския вестник „Таймс“
3. Таен код в „Божествена комедия“ (идентифициран с помощта на двама експерти по статистика от CNR (Националния съвет за изследвания) и Пизанския университет.

## Произведения

### Романи
- Malaparte - Morte come me (2016)

#### Серия „Печатът“ (или „Абат Ато Мелани“)
1. Imprimatur (2002)
Печатът, ИК „Еднорог“, София (2004), прев. Христо Хаджитанев-младши (с CD)
2. Secretum (2004)
Тайната, ИК „Еднорог“, София (2007), прев. Христо Хаджитанев-младши
3. Veritas (2006)
4. Mysterium (2011)
5. Dissimulatio (2017)

#### Серия „Салаи“ (Salaì)
1. I dubbi di Salaì (2007)
2. L'uovo di Salaì (2008)
3. La Riforma di Salaì (2014)

#### Серия „Данте на Шекспир“ (Dante di Shakespeare)
- Dante di Shakespeare. Amor ch'a nullo amato (2021)
- Ahi, serva Italia! Dante di Shakespeare II (2022)
- Dante di Shakespeare III. Come è duro calle (2023)